# Novorossiya (liên bang)
Nhà nước Liên bang Novorossiya (tiếng Nga: Федеративное государство Новороссия, chuyển tự Latin: Federativnoe gosudarstvo Novorossiya) là một Nhà nước tự xưng mới tuyên bố thành lập ngày 22 tháng 5 năm 2014 do lực lượng ly khai thân Nga ở hai tỉnh ly khai Donetsk và Luhansk thuộc lãnh thổ miền Đông Ukraina hợp thành. Các lãnh đạo của hai nước cộng hòa tự phong gồm Cộng hòa Nhân dân Donetsk và Cộng hòa Nhân dân Lugansk cùng nhau ký kết các thỏa thuận thống nhất vào ngày 24 tháng 5 năm 2014.
Hiện chưa rõ tình trạng của Novorossiya. Trong khi lãnh đạo của Cộng hòa Nhân dân Donetsk tuyên bố rằng Novorossiya là một nhà nước đã được thiết lập thì Valery Bolotov - "Thống đốc" tự phong của Cộng hòa Nhân dân Lugansk - lại tranh cãi về sự tham gia của nhóm ông vào cuộc hợp nhất bởi vì hiệp ước liên minh giữa hai nước cộng hòa này được "nguyên thủ nước cộng hòa" là Alexei Koriakin ký đại diện cho nhóm ông. Cũng theo Bolotov, tính đến 26 tháng 5 năm 2014, "chưa ký kết bất cứ thỏa thuận nào" mà mới chỉ dừng ở mức ý định về sự thành lập một "Liên minh Cộng hòa Nhân dân".
Một năm sau, dự án "Liên bang Tân Nga" bị bãi bỏ do không khả thi. Đến ngày 20 tháng 9 năm 2022, thì các tỉnh thành viên sáp nhập vào Liên bang Nga.

## Lịch sử

### Bối cảnh

Lãnh thổ dưới quyền kiểm soát (màu đỏ) và nằm trong mục tiêu kiểm soát (màu cam) của các lực lượng Novorossiya tính đến 24 tháng 5 năm 2014

Novorossiya ("Tân Nga") là tên một vùng lãnh thổ của Đế quốc Nga tách ra từ Hãn quốc Krym - thực thể bị thôn tính vài năm sau Điều ước Küçük Kaynarca (1774) kết thúc Chiến tranh Nga-Thổ Nhĩ Kỳ. Người Nga nhanh chóng tràn ngập khu vực này và lập nên nhiều thành phố lớn, chẳng hạn Odessa. Về sau vùng đất được sáp nhập vào Cộng hòa Xã hội chủ nghĩa Xô viết Ukraina. Sau khi Liên Xô sụp đổ, thuật ngữ Novorossiya lại bắt đầu được dùng trở lại để kêu gọi nền độc lập cho các lãnh thổ lịch sử tương ứng.
Trong một cuộc phỏng vấn vào năm 1994, nguyên thủ nhà nước ly khai Transnistria ở Moldova phát biểu rằng Transnistria là "một phần không thể chia cắt của các lãnh thổ miền nam của nhà nước của người Nga" bao gồm Odessa, Krym và các tỉnh khác của Ukraina, tức những thực thể hợp thành vùng đất Novorossiya. Dmitry Trenin từ Trung tâm Carnegie ở Moskva viết rằng vào năm 2003, một số học giả Nga đã thảo luận về ý tưởng thiết lập một nhà nước Novorossiya thân Nga ở miền nam Ukraina nhằm phản ứng lại các động thái nhằm đưa Ukraina vào NATO.

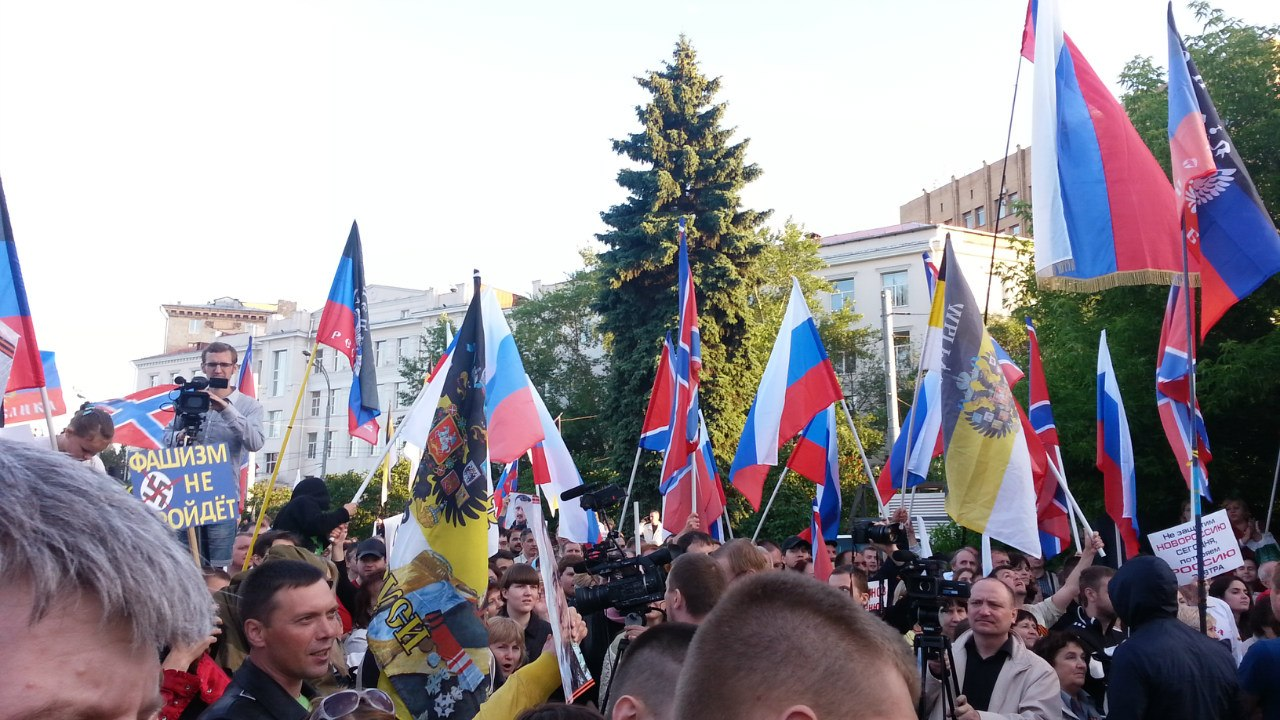
Đám đông ủng hộ "Tân Nga Quốc" tại Moscow ngày 11 tháng 6 năm 2014

Thuật ngữ Novorossiya sớm được sử dụng trong cộng đồng người biểu tình chống Maidan sau biểu tình ủng hộ Liên minh châu Âu lật đổ chính phủ Ukraina vào năm 2014. Một tài khoản Twitter được lập về Novorussiya đã thu hút hàng ngàn người theo dõi trong kì cuối tuần đầu tiên. Trong số các cuộc đối thoại ở Genève (Thụy Sĩ) về giải quyết bất ổn gia tăng ở đông và nam Ukraina, Tổng thống Nga Putin đã lưu ý tại phiên hỏi-đáp rằng các phần đất ở đông và nam Ukraina nguyên thủy là thuộc Novorossiya và cho rằng quyết định chuyển giao nó cho Ukraina là một sai lầm lịch sử.

### Thành lập
Ngày 13 tháng 5 năm 2014, Đảng Novorossiya (tiếng Nga: Партия Новороссия, chuyển tự Latinh: Partiya Novorossiya) ra đời tại Donetsk, tuyên bố tại đại hội lần đầu tiên của Đảng tổ chức ngày 22 tháng 5 năm 2014 về sự thành lập một nhà nước tự phong mới có tên là Novorossiya - tên gọi lấy cảm hứng từ vùng đất lịch sử Novorossiya của Đế quốc Nga. Đến tham dự đại hội là các quan chức ly khai thân Nga từ Cộng hòa Nhân dân Donetsk và Dân quân Nhân dân Donbass, lãnh đạo Cộng hòa Nhân dân Donetsk Pavel Gubarev, nhà văn Alexander Prokhanov, nhà khoa học chính trị kiêm lãnh đạo Đảng Á Âu Aleksandr Dugin và Valery Korovin. Theo Dugin, nhà nước mới sẽ đặt thủ đô tại Donetsk, lấy Chính thống giáo Nga làm quốc giáo và sẽ quốc hữu hóa các ngành công nghiệp lớn. Theo Gubarev, nhà nước cũng sẽ bao hàm các thành phố lớn hiện chưa do quân ly khai chiếm đóng là Kharkiv, Kherson, Dnipro, Mykolaiv, Odessa và Zaporizhia. Hai ngày sau, "Thủ tướng" tự phong của Cộng hòa Nhân dân Donetsk Alexander Borodai và "nguyên thủ nước cộng hòa" Lugansk Alexei Koriakin ký một văn bản trong phòng kín để chính thức hóa sự hợp nhất của hai nước cộng hòa thành một nhà nước liên minh.

## Cơ cấu nhà nước và một số vấn đề khác
Từ đây trở đi, thông tin về cấu trúc nhà nước tương lại và chương trình chính trị của Novorossiya được tóm tắt từ bản chương trình chính thức do Đảng Novorossiya công bố tại Donetsk và xuất bản trực tuyến vào ngày 23 tháng 5 năm 2014.

### Cơ cấu nhà nước
Cơ quan tối cao lập pháp là "Hội đồng Nhân dân" hay "Xô viết Nhân dân" (tiếng Nga: Народный совет, đã Latinh hoá: Narodniy Soviet), được thành lập trên cơ sở các đại diện từ các Xô viết Đại biểu Nhân dân hoặc các nhóm lao động. Các đại biểu sẽ chịu trách nhiệm trước người đứng đầu Xô viết Nhân dân (người được bầu từ các đại biểu).
Cơ quan hành pháp là Nội các, được Tổng thống thành lập và được Hội đồng Nhân dân thông qua.

### Kinh tế
Đất, tầng đất cái, nước, quần động thực vật, các tài sản công nghiệp và tài chính lớn được tạo ra bởi "sức lao động của nhân dân" là tài sản công và không được sở hữu tư nhân. Các tài sản công nghiệp và tài chính lớn sẽ do nhà nước sở hữu. Tiền công cho mỗi người lao động sẽ được tính toán theo "tính hữu dụng của công việc của người đó đối với cho xã hội."

### Quân đội
Các lực lượng vũ trang Novorossiya bao gồm Tự vệ Nhân dân và Dân quân, cả hai đều là tình nguyện và chuyên nghiệp. Hội đồng Nhân dân bảo lưu quyền tuyên bố tổng động viên lính dự bị trong trường hợp "nghiêm trọng". Tất cả sĩ quan phải thề trung thành với nhân dân Novorossiya và nếu phá bỏ lời thề thì sẽ bị "trừng phạt đặc biệt".

### Ngôn ngữ
Ngôn ngữ chính thức là tiếng Nga. Có thể tự do sử dụng các ngôn ngữ khác vì mục đích giao tiếp.

### Tôn giáo
Tất cả giáo dục tinh thần và tôn giáo đều sẽ thuộc về Giáo hội Chính thống giáo Nga. Nhà nước cho phép tự do tôn giáo ngoại trừ trường hợp nó có thể "hủy hoại kết cấu và sự hài hòa của xã hội".

## Đòi hỏi chủ quyền lãnh thổ

Những tỉnh của Ukraina nằm dưới sự kiểm soát của Nhà nước Liên bang Novorossiya thì được tô màu đỏ thẫm; những tỉnh mà nhà nước này đòi hỏi chủ quyền thì được tô màu đỏ. Cộng hòa Krym được tô màu xanh dương.

Hiện nay chỉ có hai thực thể chính trị chưa được công nhận là CHND Donetsk và CHND Lugansk đồng ý tham giá quá trình thống nhất lại với nhau. Tuy nhiên, theo nhà lãnh đạo Pavel Gubarev của CHND Donetsk thì phạm vi lãnh thổ cuối cùng đã được vạch ra của Novorossiya sẽ bao gồm không chỉ hai vùng đất Donetsk và Luhansk mà còn có một số tỉnh khác của Ukraina, gồm tỉnh Kharkiv, tỉnh Kherson, tỉnh Odessa, tỉnh Nikolaev, tỉnh Zaporozhye và tỉnh Dnepropetrovsk.